# Annika Strandhäll
Annika Strandhäll (Gotemburgo, 30 de abril de 1975) é uma política sueca, do Partido Social-Democrata.

Fez parte do Governo Löfven, que tomou posse em 2014, como Ministra dos Seguros Sociais (2014-2019), tendo também acumulado o cargo de  Ministra dos Assuntos Sociais (2017-2019).